# Gibson J-45
Pour les articles homonymes, voir J45.

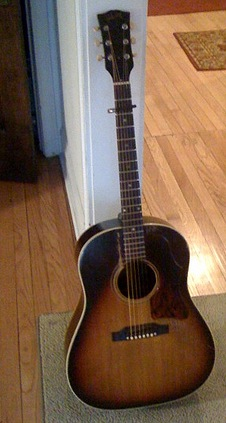
Une Gibson J-45 de 1967.

La Gibson J-45 est une guitare acoustique à table d'harmonie plate (« flat top »), de type « dreadnought », fabriquée par la firme américaine Gibson Guitar Corporation.
Commercialisée à partir de 1942, la J-45 est conçue pour concurrencer les guitares Martin et en particulier la D-18. Sa dénomination, comme pour la plupart des modèles Gibson de la même époque, fait référence à un prix de vente fixé à 45 $ lors de sa mise sur le marché, soit l'équivalent d'environ 860 dollars de 2024.
Cette guitare, présente au catalogue Gibson depuis 1942, existe dans de nombreuses déclinaisons et deux formes de caisse, passant entre la fin des années 1960 et la fin des années 1990 par un style « épaules carrées » (« square-shoulder ») similaire à celui de la Gibson Dove (en). Une version spéciale dénommée « J-45 True Vintage », sortie au début des années 2010, reprend les bois et procédés de fabrication employés lors de l'introduction du modèle originel.